# Багыж
Багыш, Багыс (каз. Бағыш, Бағыс) — село в Сарыагашском районе Туркестанской области Казахстана. Входит в состав Акжарского сельского округа. Код КАТО — 515435200.

## Население
В 1999 году население села составляло 896 человек (442 мужчины и 454 женщины). По данным переписи 2009 года, в селе проживали 1143 человека (563 мужчины и 580 женщин).

## История
В 2001—2002 годах при делимитации границы Казахстана с Узбекистаном был объектом спора.